# Pajares

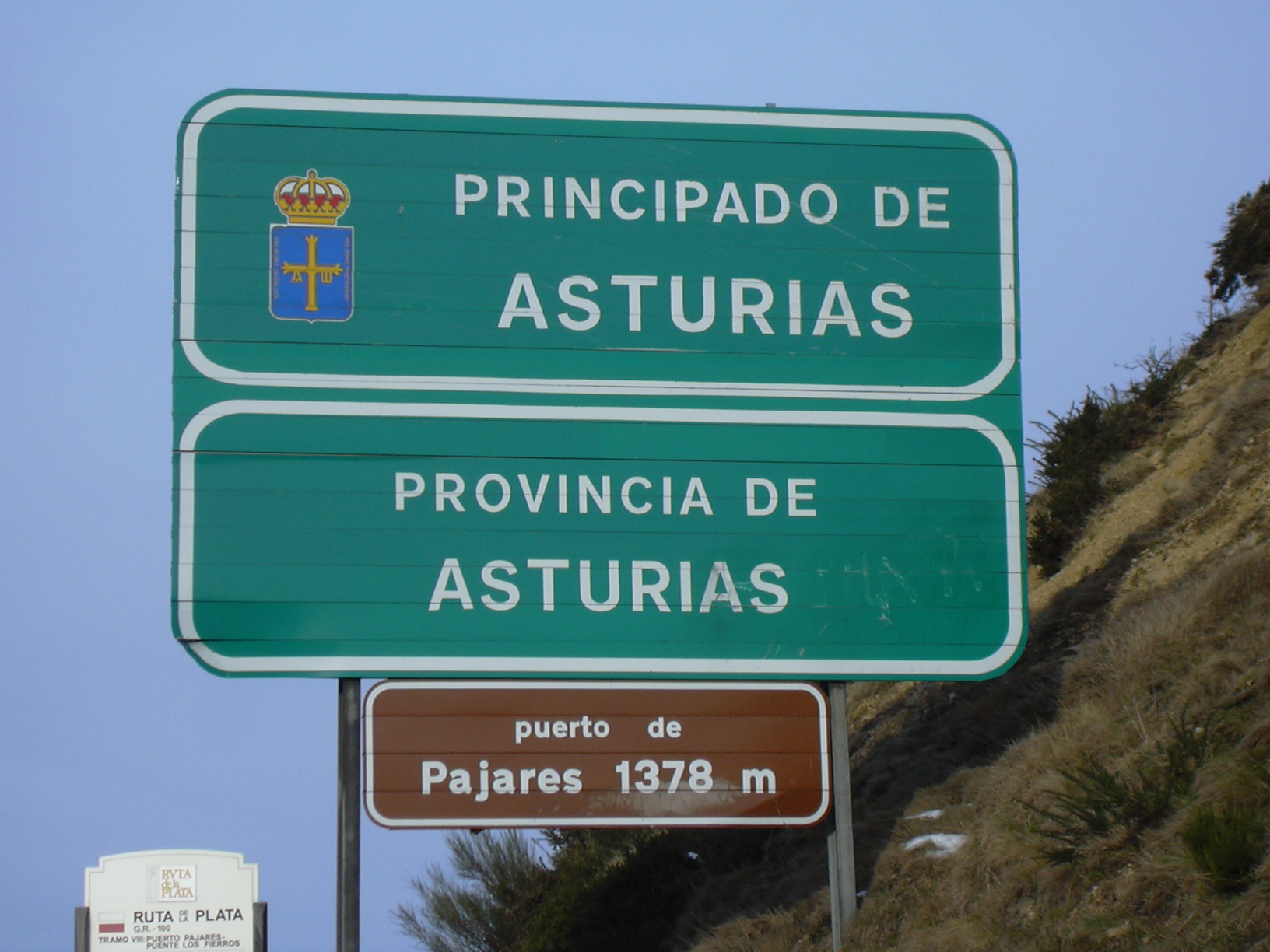
Tablica drogowa na przełęczy Pajares

Pajares, Puerto de Pajares – przełęcz położona Hiszpanii, w Górach Kantabryjskich, na wysokości 1379 metrów. Prowadzi tędy droga samochodowa oraz linia kolejowa Gijón – Leon.